# Il maestro di Vigevano
Pour plus de détails, voir Fiche technique et Distribution.
Il maestro di Vigevano, parfois francisé L'Instituteur de Vigevano est un film italien, réalisé par Elio Petri, sorti en 1963.
C'est l'adaptation du roman du même nom de Lucio Mastronardi (it) paru en 1962.

## Synopsis
Le professeur Antonio Mombelli enseigne dans une école primaire de Vigevano. Sa vie se traîne au fil des misères quotidiennes, des angoisses du directeur de l'école, Pereghi, et des exigences de son épouse, Ada, une femme frustrée et insatisfaite du modeste train de vie que son mari peut lui offrir. Le seul ami d'Antonio est son collègue Nanini, un éternel professeur remplaçant.
Antonio est fier d'appartenir à la classe intellectuelle : il considère comme une honte pour lui et sa famille que sa femme veuille travailler à l'usine pour compléter ses revenus et que son fils, poussé par sa mère, travaille occasionnellement comme garçon de café. Son mode de vie modeste lui conviendrait parfaitement, si ce n'était les plaintes constantes de sa femme, qui compare sans cesse ses revenus à la réussite et la richesse d'autres concitoyens. Mais Antonio n'aime pas l'esprit d'entreprise : la rapacité et l'immoralité cynique de ceux qu'Ada considère comme arrivés le dégoûtent profondément. Et son sens particulier de la dignité l'empêche d'accepter l'arrivisme de la plupart des gens.
Mais pour faire plaisir à sa femme, Antonio finit par accepter la proposition du Commendator Bugatti. Cet industriel local à qui Ada avait demandé un prêt lui propose de rembourser sa dette en accordant à son fils des bonnes notes non méritées. Seule l'irruption du directeur Pereghi, qui surprend l'enseignant en flagrant délit, le fait renoncer à son projet. La dignité d'Antonio commence à vaciller. Et aussi son estime de soi en tant que chef de famille, d'autant plus que sa femme décide de travailler en usine sans lui demander son avis.
Mais la vie est dure. Et le désespoir de sa femme - qui se lasse vite de la vie d'ouvrière, mais qui ne veut pas revenir à son ancienne situation - pousse Antonio à trouver des solutions. Mais toutes ses tentatives sont vaines : il essaie d'abord d'obtenir plus d'argent du ministère, par le biais de revendications syndicales. Ensuite, il propose d'intéresser les enfants à des activités périscolaires. Le suicide de son ami Nanini, recalé pour la énième fois à l'examen de qualification et humilié par les étudiants, est le coup de grâce pour l'équilibre mental précaire d'Antonio.
Décidé à échapper enfin aux humiliations qu'il subit dans le milieu scolaire, notamment aux mains de Pereghi, et à suivre les ambitions d'Ada, Antonio se résout à écouter cette dernière : il quitte son emploi et, avec son indemnité de licenciement, ouvre une petite fabrique de chaussures dirigée par sa femme et son beau-frère Carlo. Mais Antonio se fait mal voir en exerçant cette activité ; et son succès soudain lui fait perdre toute prudence. Il n'a même pas le temps de profiter des premiers fruits, lorsqu'il révèle par forfanterie à un agent du fisc que l'entreprise se procure le cuir nécessaire à la fabrication des chaussures en contrebande. Sa nouvelle entreprise doit déposer le bilan. Ada et Carlo se rattrapent rapidement en ouvrant un autre atelier. Mais Antonio est totalement mis à l'écart ; il sombre dans la dépression, tourmenté par des cauchemars et des hallucinations.
Quelque temps plus tard, Antonio décide de reprendre l'enseignement : son équilibre psychologique et sa santé en dépendent. Pour ce faire, il doit repasser l'examen de qualification afin de retrouver la voie de la titularisation ; il se met donc à étudier sérieusement. Finalement, il réussit brillamment à obtenir sa qualification. C'est un moment de bonheur, mais la joie est de courte durée : en lisant un graffiti dans les toilettes de l'école, il apprend qu'il est cocu et dès lors, la pensée de la trahison de sa femme ne le quitte plus. En fait, Ada le trompe avec Bugatti. Désormais sous l'emprise de la jalousie, Antonio est la proie d'envies de meurtre. Après avoir vainement essayé de se procurer une arme, il les suit. Lorsqu'il les voit entrer dans un motel, il se précipite pour les surprendre armé d'un marteau, mais ils parviennent à s'échapper. Sur le chemin du retour, cependant, Ada et son amant ont un accident tragique et meurent. Antonio se retrouve donc seul, désespéré, avec son fils unique.
En automne, l'école rouvre ses portes, les activités habituelles reprennent et le harcèlement du directeur aussi. Derrière la routine habituelle, il n'y a même plus la fierté de la dignité, qui donnait un sens à la vie d'Antonio. 

## Fiche technique
- Titre français : Il maestro di Vigevano ou L'Instituteur de Vigevano[1]
- Réalisation : Elio Petri
- Scénario : Agenore Incrocci et Furio Scarpelli d'après le roman de Lucio Mastronardi (it)
- Pays de production :  Italie
- Langue originale : italien
- Lieux de tournage : Vigevano, dans la province de Pavie, en Lombardie
- Format : Noir et blanc - 35 mm - Mono
- Genre : drame
- Durée : 105 minutes
- Date de sortie : 
  - Italie : 20 décembre 1963 (Rome)
  - France : 23 septembre 2020[1]

## Distribution
- Alberto Sordi : Antonio Mombelli
- Claire Bloom : Ada Badalassi
- Piero Mazzarella (it) : Commendator Bugatti
- Guido Spadea (it) : Nanini
- Anna Carena : Drivaldi
- Egidio Casolari : Filippi
- Agniello Costabile : Zarzalli
- Gustavo D'Arpe : Amiconi
- Eva Magni (it) : Giuseppina, la prostituée
- Bruno De Cerce : Cipolloni
- Vito De Taranto (it) : réalisateur Pereghi
- Nando Angelini : le journaliste
- Lilla Ferrante : Miss Cuore
- Gaetano Fusari : le médecin
- Ignazio Gibilisco : Varaldi
- Ezio Sancrotti (it) : Carlo Badalassi
- Tullio Scavazzi : Rino Mombelli

## Accueil critique
Francesco Cenetiempo a écrit dans le journal La voce del popolo : « Le film est sorti en 63 dans un climat hostile : la direction de l'éducation de Pavie a interdit de filmer à l'intérieur de l'école et les enseignants eux-mêmes ont protesté contre l'auteur au motif qu'il dépréciait leur honorable profession. Malgré tout, le film est sorti en salles et a connu un certain succès, même si le réalisateur, comme on l'a appris plus tard, n'en était pas totalement satisfait ». À ce sujet, le critique et écrivain Fernando Di Giammatteo écrit : « Ce Maestro di Vigevano n'est que partiellement un film de Petri. C'est davantage le film d'un acteur, de deux scénaristes noyés dans les abysses de la comédie italienne, d'un musicien ringard. [...]. Dans cette année 1963 qui a vu Le Guépard, Main basse sur la ville, Huit et demi, Le Mari de la femme à barbe ou Séduite et Abandonnée, Petri tente de construire une histoire. Mais ce n'était pas son histoire. C'était une façon de se faire la main. Une lutte contre les obstacles et les pièges. Une introduction à la découverte de son œuvre, pour le meilleur et pour le pire : À chacun son dû (1967), Un coin tranquille à la campagne (1968), Enquête sur un citoyen au-dessus de tout soupçon (1970), et ainsi de suite... ».
Gianni Rondolino, dans le Catalogo Bolaffi del Cinema Italiano 1956/1965, écrit à propos du maestro di Vigevano : « Et là, il faut reconnaître au réalisateur le mérite d'avoir su croquer avec efficacité et modernité une ville de province, d'avoir su donner une épaisseur à son personnage un arrière-plan. Même si le film succombe alors souvent aux exigences du spectacle de masse, d'un goût pas toujours contrôlé, avec des scènes et des séquences un peu tirées par les cheveux ».
Le professeur Mauro Zambuto (it), un ami personnel de Sordi qui avait prêté sa voix à Laurel et Hardy avec lui dans les années 1940 (Zambuto a doublé Laurel, Sordi Hardy), a exprimé une opinion très positive de ce film lors d'une interview en 2000, ajoutant « Sordi est un ami cher... ».